# Kamenné náměstí
Kamenné náměstí (slovensky Kamenné námestie) je křižovatka a přestupní uzel tramvajové dopravy v centru Bratislavy; nachází se zhruba severovýchodním směrem od historického centra metropole, končí zde Náměstí SNP a Špitálska ulice.

## Historie
Na přelomu 18. a 19. století v oblasti dnešního náměstí stály umělecky hodnotné domy kamenické rodiny Rumpelmayerů, podle nichž se tento prostor jmenoval Kamenárske námestie (Steinmetzplatz); sloužilo jako tržiště a s rozlohou přibližně 50×50 metrů šlo o nejmenší bratislavské náměstí. V roce 1879 bylo pojmenováno jako Kamenné námestie (Steinplatz).
Koncem 50. let 20. století byla vyhlášena architektonická soutěž na novou podobu náměstí. Vítězný návrh architekta Ivana Matušíka z roku 1960 počítal s výstavbou nového obchodního domu a hotelu. Demolice dosavadní zástavby a výstavba nových budov začala v roce 1964. V roce 1977 bylo náměstí přejmenováno na Kyjevské námestie, později dostalo zpět původní jméno.

## Současnost
Dominantou náměstí jsou dvě budovy obchodního domu Prior (dnešní OD My Bratislava) a výšková stavba hotelu Kyjev z roku 1967; dále se zde nachází obchodní a obytný dům Manderla, jenž byl po svém dokončení v roce 1936 nejvyšší budovou první republiky. Na okraji náměstí je postaven obchodní a obytný dům Luxor.
Ačkoliv jde o jedno z nejfrekventovanějších a dopravně nejexponovanějších území Bratislavy, jeho současný stav a vzhled je silně nevyhovující. Již v roce 2006 byla ohlášena rozsáhlá revitalizace náměstí, spojená s přestavbou obchodního domu a hotelu, jež se však dosud nerealizovala. Začátek obnovy celého území byl později stanoven postupně na první polovinu roku 2015 a na začátek roku 2017; zatím posledním stanoveným termínem je jaro 2018.